# Udo Heinrich
Udo A. Heinrich (* 1947 in Dinslaken) ist ein deutscher Maler.

## Vita
In seiner Jugend, die er am Niederrhein verbrachte, ist sein Talent erstmals öffentlich erkannt und mit einem ersten Preis der Stadt Wesel für seine Tusche-Federzeichnungen prämiert worden. Nicht zuletzt diese frühe Auszeichnung hat ihn motiviert, nach Mal- und Zeichenunterricht bei seinerzeit regional bekannten Künstlern sein Spektrum der Malerei zu erweitern. Er orientierte sich vor allem an Joseph Beuys, Gerhard Richter und Jörg Immendorff. 
Heute beherrscht Heinrich verschiedenste Maltechniken mit Aquarellfarbe, Acryl oder Öl und hat seinen eigenen Malstil autodidaktisch weiterentwickelt. Lebensstudium und Reisen, darunter in die Karibik, nach Mauritius, die Arabischen Emirate gaben Impulse für die Wahl der Themen des Künstlers. Es entstanden zunächst vorwiegend Landschaftsaquarelle und Strandszenen, gefolgt von weiteren Naturdarstellungen. Im US-Bundesstaat Florida entdeckte der Maler die optimalen Lichtverhältnisse für sein Schaffen, wo er für einige Jahre lebte. Hier begann er auch, seine Freude am Golfsport in seine Arbeit einfließen zu lassen. Seine erste Bildreihe über den Golfsport, „Golf - Spiel des Lebens“, entstand und fand auch öffentliche Auszeichnung durch das Sarasota County. Die Arbeiten Udo A. Heinrichs wurden 2007 und 2009 durch die Jury des Palm Art Awards mit dem Certificate of Excellence geehrt.
Heute lebt und arbeitet Heinrich auf den Kanaren und im Leipziger Land. Er beschäftigt sich vor allem mit der Themenserie bekannter Persönlichkeiten sowie den Themen Umwelt und erneuerbare Energien.

## Thema: Zeitgenossen
Er begann Anfang 2006 eine neue Gemäldeserie, genannt „Profile und Verbindungen“, mit der er sich kritisch mit der Korrespondenz zwischen Politik, Zeitgeschehen und Kunst befasst. Den Anfang machte ein Profilbild von Bundeskanzlerin Angela Merkel – im Hintergrund ist dabei auch Katharina die Große zu erkennen. In den letzten Jahren wurde diese Themenreihe sporadisch fortgesetzt. So zeigt ein weiteres Bild den früheren US-Präsidenten Bush. Er ist vor einem reitenden Kreuzritter dargestellt. Auch Franz Müntefering wird dargestellt und von Mephisto mit einem Lottoschein begleitet. 2009 wurde die Serie um ein Profil des Präsidenten Barack Obama vor dem Bildnis von Martin Luther King erweitert.
Zwischen der im Vordergrund im Profil gezeigten Persönlichkeit und dem Hintergrund besteht jeweils ein inhaltlicher Zusammenhang, der häufig für den Betrachter leicht lesbar ist, so etwa der Vergleich zweier großer Frauen der Geschichte im ersten Werk dieser Themenreihe. Bei anderen Profil-Verbindungs-Bildern kann der Bezug zwischen Vorder- und Hintergrunddarstellung erst dann verstanden werden, wenn dem Betrachter die Zusammenhänge aus entsprechenden Nachrichten präsent sind. Dies ist beispielsweise bei dem Doppelbildnis aus 2007 des Altbundeskanzlers Gerhard Schröder und des ehemaligen Präsidenten Wladimir Putin der Fall. Hier ist Hintergrund die Karte, die die Gazprom-Gasleitung von Russland nach Deutschland zeigt. In den Titeln der Gemälde gibt der Künstler dem Betrachter weitere Hinweise auf seine jeweilige Intention, auch auf seine Bedenken auf zukünftige mögliche Entwicklungen.

## Ausstellungen / Sammlungen
- Deutsches Olympia- und Sport Museum
- Stadt Markranstädt, Stadthalle
- Messe Leipzig, Kunstforum
- Konsulat der Bundesrepublik Deutschland, Las Palmas, Kanaren, Spanien, Sammlung
- RCNGC (Real Club Náutitco) Las Palmas, Gran Canaria, Kanaren, Spanien, Sammlung
- VAC (Venice Art Club /Collection), Venice, Florida, USA
- Sarasota County, Florida, USA

## Weitere Aktivitäten
Heinrich setzt sich seit Jahren für gemeinnützige Projekte ein. Aktuell engagiert er sich für das geplante Berliner Stadtschloss und für KidSwing, einem Projekt der Dietrich-Grönemeyer-Stiftung. Er unterstützt die Organisation, um mehr behinderten oder kranken Kindern die Möglichkeit des Golfspielens als Therapie zu ermöglichen.